# Aérodrome d'Issoire - Le Broc
L’aérodrome d’Issoire - Le Broc (code OACI : LFHA) est un aérodrome civil, ouvert à la circulation aérienne publique (CAP), situé sur la commune du Broc à 4 km au sud-sud-est d’Issoire dans le Puy-de-Dôme (région Auvergne, France).
Il est utilisé pour la pratique d’activités de loisirs et de tourisme (aviation légère et aéromodélisme).

## Installations
L’aérodrome dispose de trois pistes en herbe orientées sud-nord :
- une piste 18L/36R longue de 855 mètres et large de 60 ;
- une piste 18R/36L longue de 855 mètres et large de 80, accolée à la première et réservée aux planeurs ;
- une piste parallèle aux deux autres, longue de 400 mètres et large de 15, réservée aux ULM.

L’aérodrome n’est pas contrôlé. Les communications s’effectuent en auto-information sur la fréquence de 118,150 MHz.
S’y ajoutent :
- une aire de stationnement ;
- des hangars ;
- une station d’avitaillement en carburant (100LL)[2].

## Activités

### Loisirs et tourisme
- Aéroclub Pierre Herbaud
- Centre inter-club de vol à voile

### Sociétés implantées
- Issoire Aviation